# Der Bulle von Tölz: Salzburger Nockerl
Salzburger Nockerl ist ein deutscher Fernsehfilm von Werner Masten aus dem Jahr 2002 nach einem Drehbuch von Ralph Werner. Es ist die 39. Folge der Krimiserie Der Bulle von Tölz mit Ottfried Fischer als Hauptdarsteller in der Rolle des Hauptkommissars Benno Berghammer. Die Erstausstrahlung erfolgte am 30. Oktober 2002 auf Sat.1.

## Handlung
Die Hauptkommissare Benno Berghammer und Sabrina Lorenz werden nach Salzburg auf einen Kongress zur „Bayrisch-Österreichischen Zusammenarbeit in grenznaher Verbrechensbekämpfung“ geschickt. Resi Berghammer nutzt die Mitfahrgelegenheit, um ihre Freundin Vroni zu besuchen.
Der Blick auf die Salzburger Festung lässt Resis Herz höher schlagen, doch nach dem Genuss des angesagten Powerdrinks „Amadeus“ landet sie mit einer Barbituratvergiftung im Krankenhaus, erholt sich aber rasch wieder. Doch als der Rechtsanwalt Dr. Peter Schmutzler sie auf Schmerzensgeldansprüche aufmerksam macht, die sie im Falle bleibender Schäden geltend machen kann, klagt sie über Müdigkeit und Kopfschmerzen und lässt sich im Rollstuhl herumschieben. Ihr Sohn Benno erfährt bald darauf, dass sie nur die Versicherung abzocken will, und bereitet dem Schauspiel ein jähes Ende.
Benno wendet sich an seinen Salzburger Kollegen Leo Percht und fragt ihn, ob der Hersteller des Powerdrinks erpresst werde, am Tag zuvor sei auf dem Mozartsteg der Kunsthändler Thomas N. mit denselben Symptomen zusammengebrochen, wie sie bei seiner Mutter aufgetreten seien. Kommissar Percht glaubt nicht an eine Erpressung, zumal seiner Erfahrung nach um diese Jahreszeit die Selbstmordrate steigt.
Benno fragt Dieter Hepp, den Chef der Herstellerfirma, ob sein Betrieb erpresst werde, was dieser verneint. Auf die Frage, ob jemand entlassen worden sei, der sich ins Unrecht gesetzt fühle, nennt Hepp Herrn Armanshauser, der in der Produktentwicklung tätig war, doch traut er ihm so eine Tat nicht zu.
Dass das Unternehmen sehr wohl erpresst wird, erfährt Berghammer erst, als in einem Erpresserschreiben mit Todesfällen gedroht wird, wenn Hepp nicht bereit ist, 3 Millionen Euro zu bezahlen.
Benno findet heraus, dass es einen weiteren Vergiftungsfall gegeben hat, und sucht den Betroffenen auf, den Obdachlosen Herr Struger, der sich „Professor“ nennen lässt. „Professor“ hat den Powerdrink von einem anderen Obdachlosen, genannt „Blaumantel“, erhalten, bevor dieser auf dem Mönchsberg zu Tode gekommen ist. Von „Blaumantel“ will er erfahren haben, dass dieser eine Frau dabei beobachtet hat, wie sie in einem Supermarkt Getränkedosen deponiert und anschließend in ein Auto steigt. Die Nachfrage bei der Gerichtsmedizin ergibt, dass „Blaumantel“ durch einen Schlag auf den Hinterkopf getötet wurde und seine Kleidung mit rotem Marmorstaub bedeckt war. Schleifspuren im Gras deuten darauf hin, dass Fund- und Tatort nicht identisch sind.
Während sich die Einsatzkräfte am vorgegebenen Übergabeort postieren, teilt Dieter Hepp Kommissar Percht telefonisch mit, dass der Erpresser den Ort der Geldübergabe in den Europark verlegt hat. Als die Polizei dort eintrifft, findet sie Hepp auf dem Dach des Einkaufszentrums mit einer Schussverletzung am Arm vor. Hepp gibt an, er habe den Erpresser mit der Waffe aufhalten wollen; es habe ein Gerangel gegeben und da habe sich der Schuss gelöst.
Benno hat inzwischen herausgefunden, dass Dieter Hepps Frau Martina ein Verhältnis mit dem Fitnessstudiobetreiber Alex Hinterholzer hat. Es könnte also sein, dass sie mit ihrem Liebhaber gemeinsame Sache macht und ihren Mann erpresst.
Dieter Hepp verdächtigt seinen Konkurrenten Rudolf Zaunschirm, der ihn wahrscheinlich ruinieren will, um den Betrieb übernehmen zu können, doch dieser sagt, das sei nicht sein Stil; er werde Hepps Betrieb früher oder später ohnehin bekommen.
Bernd Mühlbacher, Hepps rechte Hand in der Firma, ist wegen illegaler Glücksspiele hoch verschuldet und daher ebenfalls verdächtig, aber die Kommissare haben keinerlei Beweise gegen ihn in der Hand.
Benno und Sabrina entdecken auf dem Dach des Einkaufszentrums, dass die Schrauben der Abdeckung des Lüftungsschachtes gelöst wurden, ebenso die des Lüftungsgitters einer Umkleidekabine eines Kleidergeschäfts. Die Enge des Schachtes lässt die Kommissare vermuten, dass es sich beim Erpresser um eine weibliche Person handelt, die sich darin abgeseilt hat. Eine Verkäuferin erinnert sich an eine Kundin, die sich etwa eine halbe Stunde lang in der betreffenden Kabine aufgehalten und immer wieder andere Kleidungsstücke angefordert hat. Die Personenbeschreibung passt ungefähr auf Martina Hepp. Doch als Benno der Verkäuferin ein Gruppenfoto vorlegt, zeigt die Verkäuferin auf Frau Palfinger, Hepps Sekretärin, als besagte Kundin. Doch diese behauptet, zur fraglichen Zeit im Büro gewesen zu sein, die Verkäuferin müsse sich irren.
Als Benno Kommissar Percht darüber in Kenntnis setzt, dass Hepps Sekretärin in die Sache involviert ist, erfährt er von der Hausdurchsuchung bei Herrn Armanshauser, die belastendes Material zu Tage gefördert hat. Den Hinweis darauf hat die Polizei von einer anonymen Anruferin erhalten. Benno ist jedoch davon überzeugt, dass das Beweismaterial Armanshauser untergeschoben wurde, und greift in die Trickkiste. Er verspricht Bernd Mühlbacher, dass von einer Anzeige wegen illegalen Glücksspiels abgesehen werde, wenn er der Polizei behilflich sei.
Dieter Hepp und seine Sekretärin wollen gerade ihren Erfolg feiern, da kommt Bernd Mühlbacher hinzu und fordert eine Million Euro für sein Schweigen. Als Frau Palfinger mit einer Flasche hinter ihm steht, taucht Benno aus dem Hintergrund auf und rät ihr von dem Vorhaben ab. Er wirft Hepp vor, den Obdachlosen umgebracht zu haben, weil dieser ihn vermutlich zu erpressen versucht habe. Der rote Marmorstaub an der Kleidung des Toten stamme eindeutig vom Eingangsbereich seines Hauses. Daraufhin ergreifen Hepp und Palfinger die Flucht, doch draußen warten bereits die Kommissare Lorenz und Percht.

## Hintergrund
Die Dreharbeiten wurden in Bad Tölz und Salzburg durchgeführt; als Schauplatz für die „Pension Resi“ diente das Hollerhaus Irschenhausen. Als Kulisse für den Firmensitz des Powerdrink-Herstellers diente das Gebäude der Salzburg AG.